# Комбинатская (станция)
Комбинатская — железнодорожная станция Омского региона Западно-Сибирской железной дороги, расположенная на однопутной электрифицированной грузовой ветке от станции Московка (станция). Железнодорожная ветвь до станции Комбинатская примыкает к западной горловине станции Московка к главному ходу и составляет примерно 40 км, имеются ответвления на ОНПЗ и ТЭЦ-5.
Крупнейшая наливная станция на Западно-Сибирской железной дороге. Основные клиенты станции Комбинатская представляют нефтехимический комплекс и стройиндустрию. Всего услугами станции пользуются свыше 150 предприятий, в числе которых такие как ТЭЦ-4, заводы синтетического каучука, строительных конструкций, подъемных машин, «Нептун», Омсккровля, Пластмасс, «Стойбетон», ключевым из предприятий является Омский нефтеперерабатывающий завод.
Железнодорожная станция выполняет операции с наливными грузами в крупнотоннажных контейнерах по графу 11н (прием и выдача грузов крупнотоннажных 20-футовых контейнерах массой брутто до 41 тонны на подъездных путях тарифного руководства № 4 на железнодорожных путях необщего пользования № 5 протяженностью 1048,0 м, № 6 протяженностью 711,5 м, № 7 протяженностью 628,7 м, принадлежащих «Газпромнефть-ОНПЗ», для пользователя услугами железнодорожного транспорта ООО «ГПН-Логистика».

## Модернизация
6 сентября 2016 г произведена модернизация станции — введена в эксплуатацию автоматизированная система управления сортировочной горкой, что представляет заключительный этап пятилетней модернизации Комбинатской, которая стоила компании «Газпром нефть»Газпром нефть и ОАО «РЖД»Российские железные дороги 1,2 млрд рублей.
Это завершающий этап технического перевооружения Комбинатской, обеспечивающей более 80 % всей погрузки омских железнодорожников. Внедрение горочной автоматической централизации позволит повысить перерабатывающую способность станции на 150 вагонов в сутки, а также существенно снизит влияние человеческого фактора на процесс переработки вагонов и увеличит скорость роспуска грузовых составов по направлениям.
Только за последние 5 лет вагонопоток, проходящий через горочный комплекс станции. увеличился с 1400 до 1600 вагонов в сутки, а в отдельные сутки до 1900 вагонов. Автоматизация горочного комплекса станции Комбинатская это совместный проект ОАО «РЖД» и ПАО «Газпром нефть», реализуемый с учетом развития потребностей экономики Омской области и динамично развивающейся нефтехимической промышленности г. Омска.
На сегодняшний день 70 % продукции, производимой Омским нефтеперерабатывающим заводом, отгружается железнодорожным транспортом. Поэтому вложение средств в развитие железнодорожной инфраструктуры является перспективным для развития самого нефтеперерабатывающего предприятия.
В конце октября 2017 г в работу станции внедрена новая технология, благодаря которой удалось выполнить заявленные грузоотправителем объемы перевозок, увеличить количество вагонов, подаваемых под обработку на эстакады промывочно-пропарочной станции, сократить непроизводительные потери при перезарядке эстакад, в среднем на 4 часа ускорить оборот вагона. Так, в пиковые дни ноября погрузка на станции Комбинатская достигала 800 вагонов в сутки при среднемесячном показателе 565 вагонов. При этом обработка вагонов на промывочно — пропарочной станции в отдельные дни достигала 472 вагонов при среднесуточной 381.
Данный результат был достигнут с помощью переукладке одного стрелочного перевода со строительством дополнительного схода. Это позволило обеспечить равномерность загруженности еще двух стрелок, с которых подвижной состав направляется на эстакады промывочно-пропарочной станции Комбинатская. Кроме того, исключается непроизводственный простой маневрового подвижного состава при подаче вагонов на промывочно пропарочную станцию, обеспечивается параллельность работы на всех четырех эстакадах. Усовершенствование технологии подачи и уборки вагонов на промывочно- пропарочной станции позволяет увеличить вдвое подготовку цистерн из-под газового конденсата — с 700 до 1,5 тыс. единиц в месяц.